# كاريما
كاريما (بالإنجليزية: Carema)‏ هي بلدة (بلدية) في مدينة تورينو الحضرية في المنطقة الإيطالية بيدمونت ، وتقع على بعد حوالي 60 كيلومتر (37 ميل) شمال تورينو